# Всеобщие выборы в Коста-Рике (1889)
Всеобщие выборы в Коста-Рике проходили 7 октября и 1 декабря 1889 года. Члены коллегии выборщиков были избраны 7 октября 1889 года, а 1 декабря 1889 года они, в свою очередь, избрали президента. Эти выборы были примечательны тем, что впервые в истории Коста-Рики участие в выборах приняли политические партии. Дата 7 ноября до сих пор отмечается в Коста-Рике как «День демократии» из-за того, что либеральное правительство согласилось с победой консервативной оппозиции, поскольку до этого момента в стране были нормой авторитарные правительства.
Либералы были доминирующей силой в политической жизни Коста-Рики с момента обретения ею независимости. В отличие от других стран Латинской Америки, где конфликты и чередование на вершине власти либералов и консерваторов были обычным явлением, все президенты Коста-Рики, начиная с первого, Хуана Моры Фернандеса, были либералами, за исключением только одного: Висенте Эрреры Селедона, который, несмотря на свои консерваторские взгляды, был всего лишь марионеткой в руках либерального диктатора Томаса Гуардии. Разные альянсы между либеральной интеллектуальной элитой, буржуазией, состоявшей из производителей кофе, и армией поддерживали статус-кво в период, известный в истории Коста-Рики как Либеральное государство.
Однако отношения власти с католической церковью обычно были тёплыми. Лишь во время президентства масона и убеждённого либерала Бернардо Сото Альфаро проводилась наиболее секуляризационная и антикатолическая политика, что привело к порче отношений между государством и церковью.
Церковь на выборах 1889 года поддержала своего кандидата — адвоката Хосе Хоакина Родригеса Селедона из Демократической конституционной партии. Либералы, включая правительство Сото, поддержали Ассенсьона Эскивеля Ибарру из группы «Олимп», состоявшей из интеллектуалов-аристократов, получивших такое прозвище из-за своего элитаризма. Сото согласился с тем, что Эскивель будет баллотироваться на пост президента. Конституционная партия идентифицировала себя с помощью национального флага, в то время как Либеральная прогрессивная партия использовала красный флаг, традиционный цвет либералов в Латинской Америке. Во время предвыборной кампании Родригеса обвинили в попытке навязать обществу религиозное правительство (несмотря на то, что тот публично поддерживал необходимость отделения церкви от государства). Эскивеля же пытались очернить, называя его масоном и никарагуанцем.
Выборы в то время проводились в две ступени: сначала все граждане мужского пола, имевшие право голоса, выбирали выборщиков, затем эти выборщики на второй ступени выбирали из числа кандидатов президента страны. Первый этап голосования был публичным, второй — тайным. Требования к избирателям заключались в наличии собственности и умении читать. Это означало, что большинство избирателей принадлежало к богатым семьям или среднему классу. Родригес победил по результатам голосования, но Сото объявил Эскивеля победителем, и 7 ноября состоялся военный парад в поддержку Эскивеля. Церковь призвала защитить результаты выборов на улицах 7 ноября, и Сото, опасаясь гражданской войны, ушёл в отставку, а его преемник Карлос Дуран Картин передал власть Родригесу.

## Результаты
| Кандидат                             | Кандидат                             | Партия                               | Голосов | %     |
| ------------------------------------ | ------------------------------------ | ------------------------------------ | ------- | ----- |
|                                      | Хосе Хоакин Родригес                 | Конституционная партия               | 377     | 80,73 |
|                                      | Ассенсьон Эскивель Ибарра            | Либеральная прогрессивная партия     | 86      | 18,42 |
|                                      | Рикардо Хименес Ореамуно             |                                      | 3       | 0,64  |
|                                      | Карлос Дуран Картин                  |                                      | 1       | 0,21  |
| Всего                                | Всего                                | Всего                                | 467     | 100   |
| Зарегистрированных избирателей/ Явка | Зарегистрированных избирателей/ Явка | Зарегистрированных избирателей/ Явка | 591     | –     |
| Источник: TSE                        |                                      |                                      |         |       |